# Łucja z Caltagirone
Łucja z Caltagirone (ur. w 1360 w Caltagirone, zm. w 1400 w Salerno) – włoska zakonnica i ascetka, dziewica i błogosławiona Kościoła katolickiego.
Urodziła się w bardzo religijnej rodzinie. W wieku 13 lat przeniosła się do Salerno i tam mieszkała u tercjarki. Gdy ta zmarła wstąpiła do Trzeciego Zakonu Regularnego.
Zmarła 1400 roku w opinii świętości.
Papież Leon X zatwierdził teksty liturgiczne ku jej czci w 1514 roku.
Jej wspomnienie liturgiczne obchodzone jest 6 marca.